# Daniele Hypólito

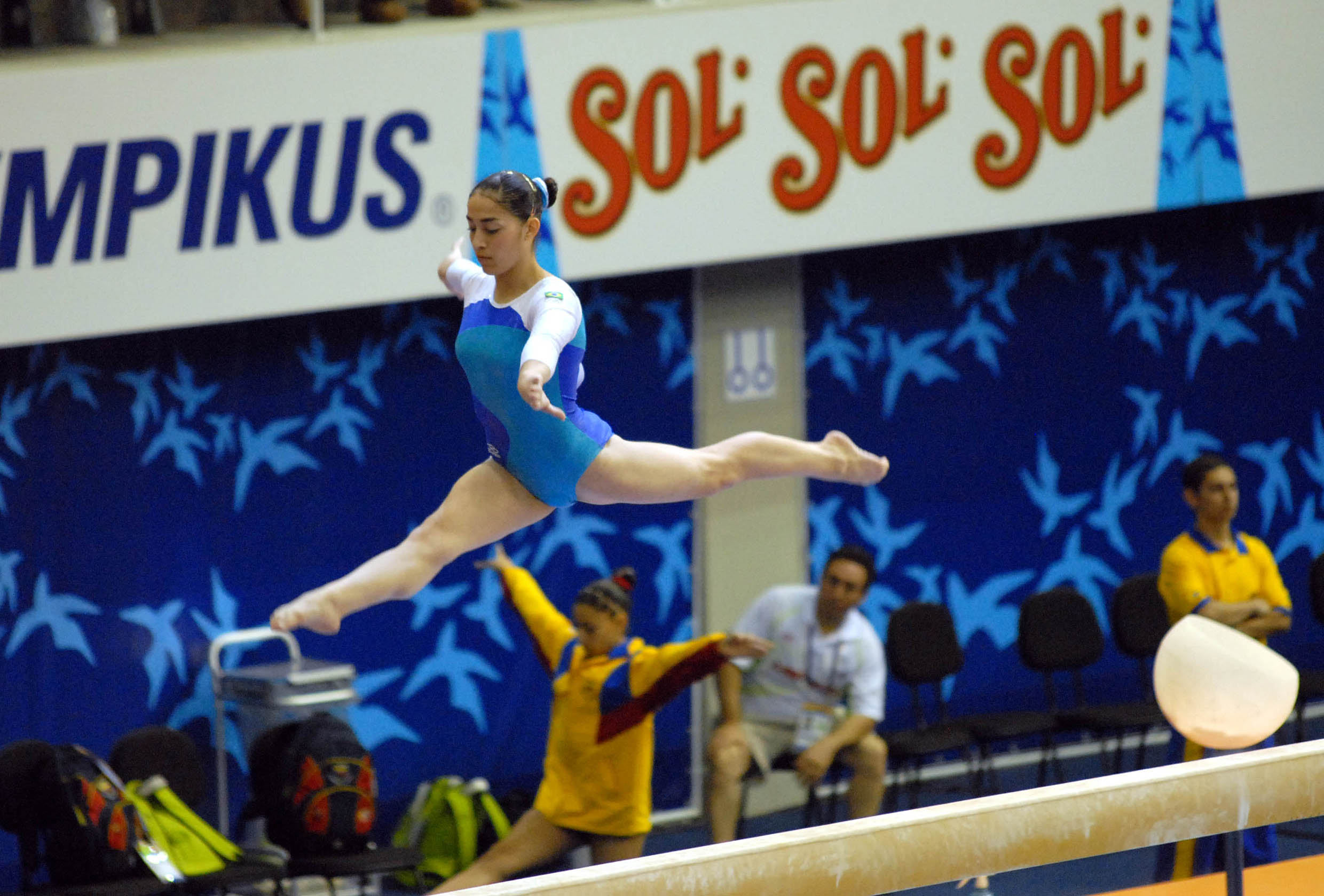
Daniele Hypólito bei den Panamerikanischen Spielen 2007

Daniele Matias Hypólito (* 8. September 1984 in Santo André) ist eine brasilianische Turnerin, die zwischen 2000 und 2012 an allen Olympischen Sommerspielen teilnahm. Sie gewann 2001 bei der Weltmeisterschaft im Bodenturnen die Silbermedaille. Daniele ist auch neunmalige brasilianische Meisterin im Kunstturnen, 2002 Gewinnerin der South American Games. Außerdem gewann sie 2003 bei den Pan American Games Bronze. Ihr jüngerer Bruder Diego ist ebenfalls ein erfolgreicher Kunstturner.

## Karriere
Sie trainiert in Rio de Janeiro. Als Juniorin gewann sie 1998 die Pan Am Games und den Canberra Cup 1999. Hypólito wurde bei der Weltmeisterschaft 1999 27., half aber der Mannschaft sich für die Olympischen Spiele 2000 in Sydney zu qualifizieren, wo sie insgesamt 20. wurde.
2003 bei den Weltmeisterschaften wurde sie Letzte, qualifizierte sich aber mit der Mannschaft für die Olympischen Spiele 2004, bei denen sie insgesamt Zwölfte wurde. Bei den Weltmeisterschaften 2005 wurde sie Neunte.